# Maironis

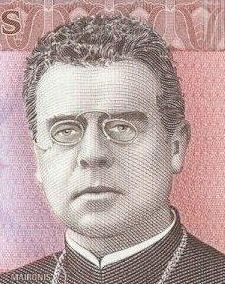
Maironis; Porträt auf dem 20-Litas-Schein (Ausgabe 2001)

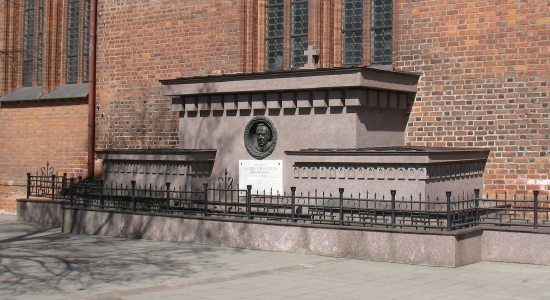
Grabmal an der Südwand der Kathedrale von Kaunas

Maironis, eigentlich Jonas Mačiulis (* 21. Oktoberjul. / 2. November 1862greg. in Pasandravys bei Raseiniai; † 28. Juni 1932 in Kaunas) war litauischer Nationaldichter und katholischer Theologe, Professor der Litauischen Universität (Vytautas-Magnus-Universität Kaunas).

## Leben
Jonas Mačiulis absolvierte die Schule in Kaunas und ging nach erfolgreichem Abschluss an die Universität Kiew, um dort Literaturwissenschaften zu studieren, kehrte jedoch schon 1884, nach nur einem Jahr, nach Kaunas zurück, um in ein Priesterseminar einzutreten. Später wurde er aktives Mitglied der litauischen Nationalbewegung.
Sein Werk spiegelt die Verbundenheit mit Geschichte, Sprache, Landschaft und Bevölkerung Litauens wider. Sein Grab an der Südwand der Kathedrale von Kaunas ist eine nationale Gedenkstätte.
Nach ihm ist das Maironis-Museum in Kaunas benannt, das zentrale Literaturmuseum Litauens. Es sammelt und bewahrt die Zeugnisse der litauischen Literatur von ihren Anfängen bis zur Gegenwart.

## Stationen
- 1883–1884 Studium der Literaturwissenschaften in Kiew
- 1894–1909 Professor an der Geistlichen Akademie in Sankt Petersburg
- 1909–1932 Regens des Priesterseminars Kaunas
- 1922–1932 Leiter des Lehrstuhls für Moraltheologie an der Litauischen Vytautas-Magnus-Universität Kaunas

## Werke (Auswahl)
- Pavasario balsai (Frühlingsstimmen), erschienen 1895; zahlreiche Aufl. u. a. Vilnius: Baltos Lankos, 1995, ISBN 9986-403-60-X.
- Jaunoji Lietuva (Das junge Litauen), erschienen 1895; zahlreiche Aufl. u. a. Vilnius: Lietuvos rašytojų sąjungos leidykla, 1995, ISBN 9986-413-41-9.
- Aus der Lyrik des litauischen Dichters Maironis – aus dem Litauischen ins Deutsche übertragen, Nachdichtung von Alfred Franzkeit. Wehrbleck: Franzkeit, 1990.

## Rezeption in der Musik
- Ludger Stühlmeyer: Du religiniai eilėraščiai, Malda und Dievo meilė, für Gesang-Solo und Orgel, 2020. Der litauischen Sängerin Zenė Kružikaitė gewidmet.